# 塞耶河畔吕费
塞耶河畔吕费（法語：Ruffey-sur-Seille，法語發音：[ʁyfɛ syʁ sɛj]）是法国汝拉省的一个市镇，位于该省西部，属于隆斯勒索涅区。

## 地理
塞耶河畔吕费（46°44'39"N, 5°29'43"E）面积18.01 平方千米，位于法国勃艮第-弗朗什-孔泰大區汝拉省，该省份为法国东部内陆省份，北起上索恩省，西北接科多尔省，西临索恩-卢瓦尔省，南至安省，东与杜省和瑞士接壤。
与塞耶河畔吕费接壤的市镇（或旧市镇、城区）包括：布莱特朗、代讷、莱图瓦勒、方丹布吕、拉尔诺、隆巴尔、蒙莫罗、坎蒂尼、圣迪迪耶、维勒维约、樊尚-弗鲁瓦德维尔、阿尔莱。

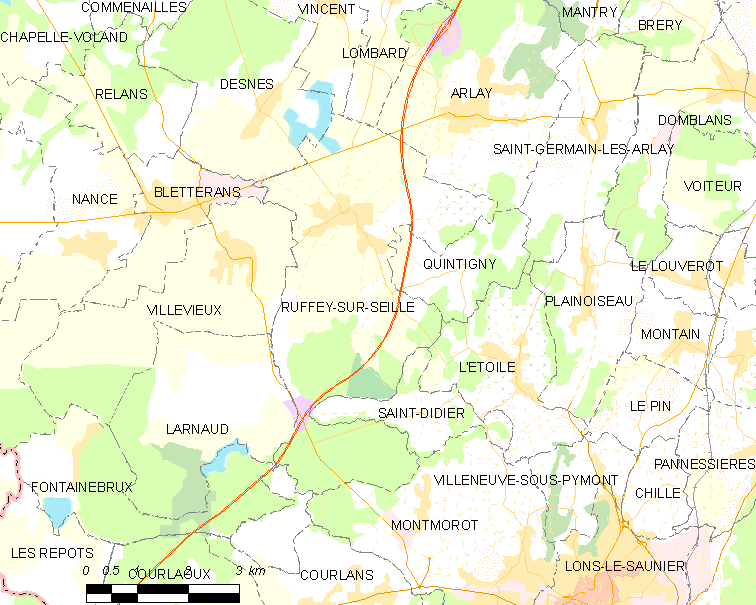
塞耶河畔吕费的OSM定位图

塞耶河畔吕费的时区为UTC+01:00、UTC+02:00（夏令时）。

## 行政
塞耶河畔吕费的邮政编码为39140，INSEE市镇编码为39471。

## 政治
塞耶河畔吕费所属的省级选区为布莱特朗县。

## 人口

1962-2008年间塞耶河畔吕费人口变化图示

塞耶河畔吕费于2022年1月1日时的人口数量为751人。